# Église Saint-Pierre de Saint-Gilles
L'église de Saint-Gilles est une église catholique située à Saint-Gilles, dans le département de la Marne, en France. Elle a la particularité d'avoir un clocher octogonal de forme allongée, comparable à un ovale, ce qui la rend unique au monde. Le style roman très présent est une caractéristique des églises de la vallée de l'Ardre.

## Localisation
L'église est située à 86,8 m d'altitude sur la commune de Saint-Gilles.
L'église était autrefois dans le village mais, avec les siècles, elle s'est retrouvée à l'écart de celui-ci.

## Historique

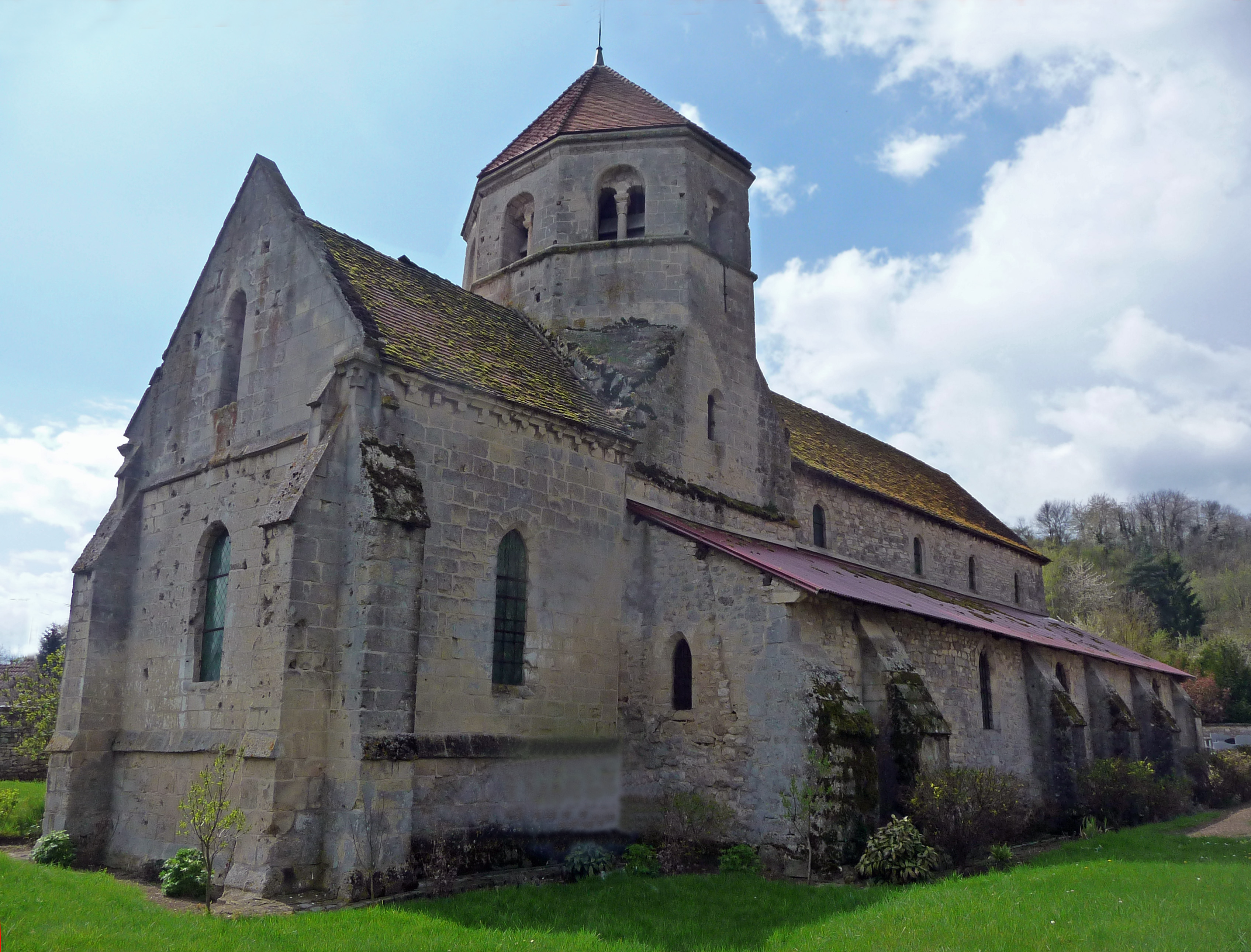
Son chevet plat et côté nord.

L'église est à quatre travées sur un plan basilical. Le portail, les trois premières rangées de pilier et le clocher sont du XIIe siècle. Ce dernier est octogonal avec des baies géminées. Le chevet est du XIIIe siècle et la sacristie d'époque Renaissance. L'édifice est classé au titre des monuments historiques en 1920. L'église est dédiée à saint Pierre.
Avant d'être détruite lors de la Première Guerre Mondiale, l'église était dans un état de délabrement, le bâtiment était en très mauvais état et commençait à être envahi par la végétation.
C'est après le classement aux Monuments Historiques en 1920 que l'église sera reconstruite et restaurée, surtout au niveau des toitures, dans son style original, ce qui n'était pas forcément le cas autrefois.

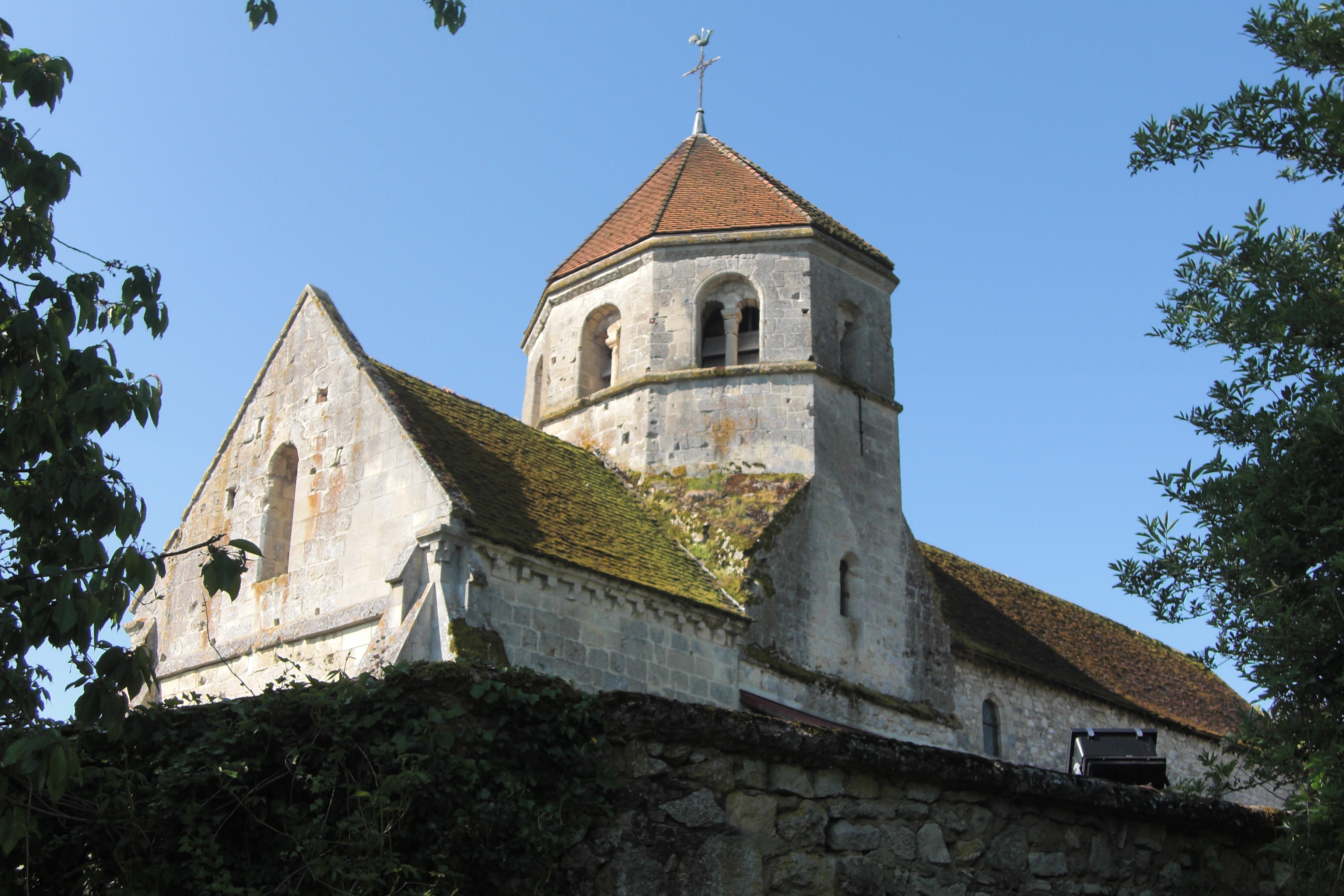
Vue du clocher octogonal côté Nord-Ouest

Images de la Médiathèque des Monuments Historiques

## Décorations
À l’intérieur, il est visible encore aujourd'hui des fresques murales en bon état de conservation sur une grande partie des colonnes et arches. Quelques restes de fresques sont visibles à divers endroits.
À l’extérieur, quelques restes de peintures sur l'arche au-dessus de la porte secondaire laissent penser qu'elle était autrefois ornée de peintures.

## Mobilier
Un autel du XVIe siècle est classé ainsi que ses six statues et son retable. Les fonts baptismaux utilisent des chapiteaux de remploi provenant du prieuré du village, celui-ci ayant disparu au XVIe siècle. Une statue de Gilles avec une biche en pierre est du XIVe siècle, celle de la Vierge à l'Enfant en pierre est elle du XVIe siècle, ces deux statues sont classés aux Monuments Historiques au titre d'objet.